# Меморіальний парк лінкора

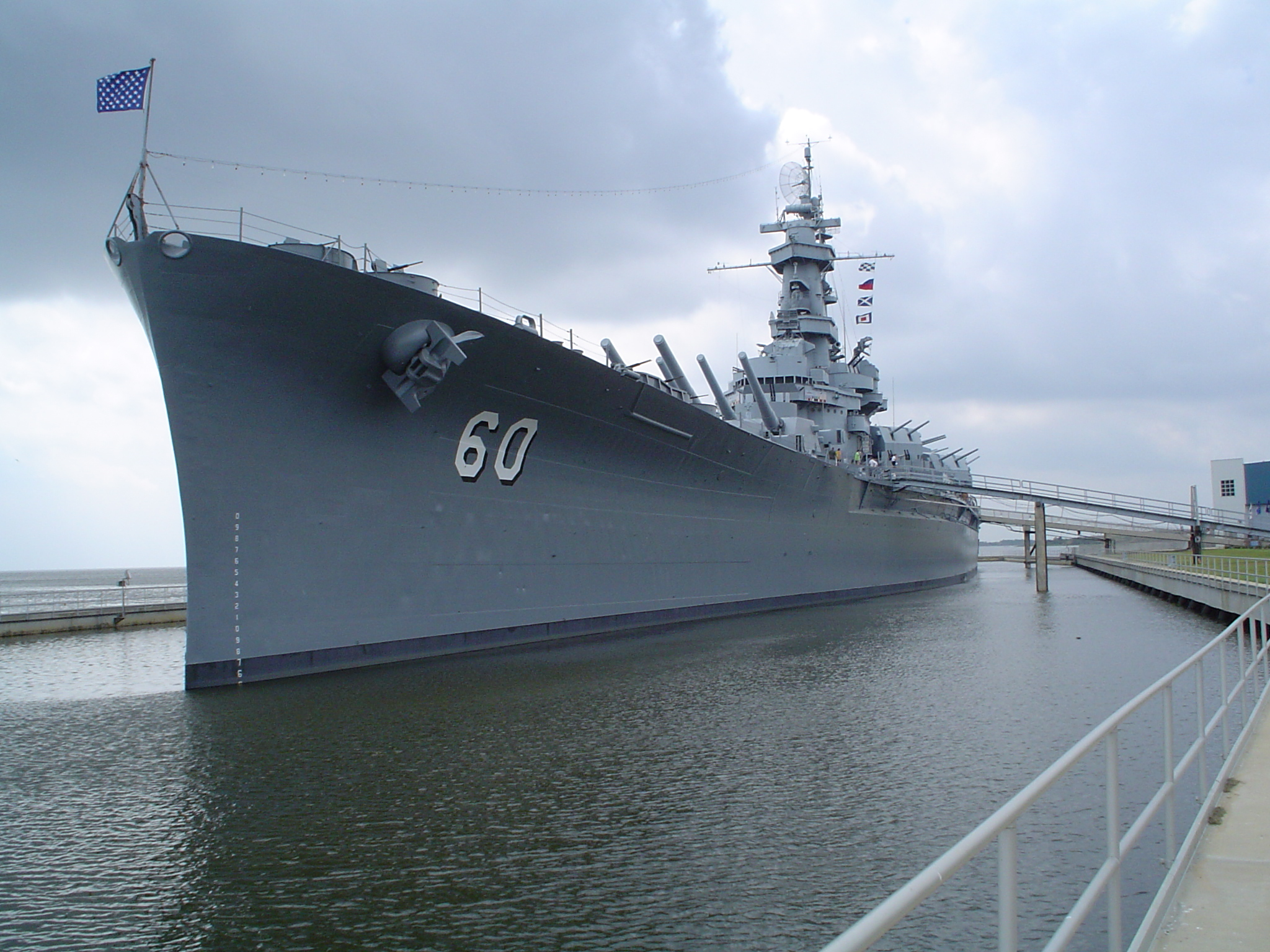
Лінкор «Алабама» в меморіальному парку в Мобіл-Бей, 2008 рік

Меморіал лінкора «Алабама» — меморіальний історичний парк і музей, розташований в бухті Мобіл-Бей в Мобілі (штат Алабама). У парку є колекція літаків і кілька кораблів-музеїв, включаючи лінійний корабель «Алабама» (BB-60) типу «Саут Дакота» і підводний човен «Драм» (SS-228) типу «Гато». «Алабама» і «Драм» є національними історичними пам'ятниками США; парк в цілому 28 жовтня 1977 року занесений до Реєстру пам'яток і об'єктів історичної спадщини США.

## Історія
У травні 1962 року, коли було прийнято рішення утилізувати лінкор «Алабама» і три однотипних корабля «Саут Дакота» (BB-57), «Індіана» (BB-58) і «Массачусетс» (BB-59), жителі штату Алабама організували комісію (USS «Alabama» Battleship Commission) по збору коштів для збереження лінкора «Алабама» як меморіалу учасників Другої світової війни. З отриманої суми близько 100 000 доларів зібрали школярі Алабами 5- і 10-центовими монетами.
Корабель був переданий штату 16 червня 1964 року народження, офіційна передача відбулася 7 липня 1964 року під час церемонії в Сіетлі (шт. Вашингтон). Лінкор відбуксирували в Мобіл-Бей, куди прибув 14 вересня 1964 року народження, а 9 січня 1965 року є відкритий як музей. У 1969 році до лінкора приєдналася підводний човен «Драм», яка до 2001 року була пришвартований біля борту лінкора, а потім була перенесена на постамент, побудований на березі.
Ураган Катріна 29 серпня 2005 року завдав музею збитків в розмірі 7 млн. Доларів . Він практично повністю зруйнував Павіліон авіаційної техніки і зрушив лінкор з якірної стоянки, через що він нахилився на 8 градусів на лівий борт . Після цієї події парк був тимчасово закритий на реконструкцію, і знову відкрився 9 січня 2006 року.

## Управління
Парк належить штату Алабама і управляється незалежним урядовим агентством «Комісія лінкора» Алабама «(USS» Alabama "Battleship Commission). Комісія складається з 18 членів, які призначаються губернатором штату, які контролюють діяльність парку

## Експонати
- Лінкор USS Alabama (BB-60) «Алабама» (BB-60) часів Другої світової війни.
- Підводний човен «Драм» (SS-228) часів Другої світової війни.
- Бомбардувальники і винищувачі різних типів, включаючи B-52 часів війни у В'єтнамі, P-51 «Мустанг» авіагрупи «Льотчики Тускагі», літак-шпигун Lockheed A-12 та ін.
- Річковий патрульний катер часів війни у В'єтнамі.
- Різна озброєння — від зенітної гармати M51 Skysweeper до танка M4 Sherman.
- Балістична ракета середньої дальності «Редстоун».
- Меморіал війни в Кореї.
- Меморіал війни у В'єтнамі.

|                                         |
| Носові вежі лінкора «Алабама», 2008 рік |

|                                  |
| Підводний човен «Драм», 1994 рік |

|                      |
| Літак A-12, 1994 рік |

1. ↑  Geographic Names Information System — 2018.